# Wilajet syrdaryjski
Wilajet syrdaryjski (uzb. Sirdaryo viloyati / Сирдарё вилояти) – jeden z 12 wilajetów Uzbekistanu. Znajduje się we wschodniej części kraju.

## Miejscowości
- Bacht
- Gulistan